# Renia phalerosalis
Renia phalerosalis là một loài bướm đêm trong họ Noctuidae.